# Ken Brown
Kenneth Murray Brown (nacido el 19 de diciembre de 1948 en Port Arthur, Ontario) fue un exportero profesional de hockey sobre hielo. A pesar de ganar el premio al mejor portero del año de la CMJHL y de formar parte del Primer Equipo Estrella de la CMJHL en 1967, Brown se quedó sin jugar al salir de la categoría júnior, por lo que firmó un contrato de agente libre con los Dallas Black Hawks de la CHL, la afiliada de la liga menor de Chicago Black Hawks. Jugó un partido con Chicago, donde estaba detrás de Tony Esposito y Gerry Desjardins en la tabla de profundidad, y este fue su único partido en la Liga Nacional de Hockey. Fue seleccionado por Calgary-Cleveland en el Borrador General de Jugadores de la WHA de 1972, aunque sus derechos fueron cambiados a los petroleros de Alberta/Edmonton por dinero en efectivo. Brown ganó 21 partidos en dos temporadas como suplente de Jacques Plante.